# 弁護人 (映画)
『弁護人』（べんごにん、朝鮮語: 변호인、英語: The Attorney）は、WithUs Films制作による2013年の韓国の映画。ヤン・ウソク共同脚本・監督によるリーガル作品である。
1981年の軍事政権下の韓国で起きた釜林事件を描いている。ソン・ガンホ演じる主人公ソン・ウソクは、のちに大統領となった故・盧武鉉をモデルにしている。韓国国内での観客動員数は1,137万人を突破した。

## あらすじ
1981年頃の韓国。貧しさから高卒で苦学して弁護士になったソン・ウンソクは、不動産登記や税務を専門にして裕福になりブルジョワ弁護士になる。そこへ、かつて苦学時代に食い逃げして後に交流を持つようになった飲食店主スネから助けを求められる。息子のジヌが公安に反政府運動の疑いで捕らえられたのだ。
当時の韓国は軍事政権下にあって、法の名のもとに学生らの反政府活動を弾圧し、公安は非人道的な拷問まで行っていた。反政府活動被疑者の裁判は、裁判長と検事が事前相談して弁護士は及び腰になっているのが実情だったが、ウンソクはそこに敢然と立ち向かう。
公安側の拷問の事実を追及しようと証人喚問しても、法廷は公安で占められて裁判は紛糾し、逆にウンソクの事務所が容疑をかけられ圧力がかけられてくる。拷問を受けた学生の治療にあたった軍医から証言を得るが、検事側は軍医の冤罪をでっち上げ、証言を無効にしてジヌたちには有罪の刑期が言い渡される。
その数年後、ウンソクはジヌたちと共に民主化運動の先頭に立つが、武力で鎮圧され裁判の被告になってしまう。しかしウンソクの弁護を担当するのは多くの先輩弁護士で、弁護人名簿には99名が名を連ね、傍聴席に駆け付けたそれらの弁護士が一人ずつ返事して起立する様子に、涙をこらえながらウンソクは微笑んだ。

## キャスト
※括弧内は日本語吹替
- ソン・ウソク：ソン・ガンホ（安原義人）
- パク・ジヌ：イム・シワン（ZE:A）（石川界人）
- パク・スネ：キム・ヨンエ（土井美加）
- チャ・ドンヨン：クァク・ドウォン（後藤光祐）
- 裁判官：ソン・ヨンチャン
- 先輩弁護士[3]：チョン・ウォンジュン（仲野裕）
- ウソクの妻：イ・ハンナ
- ユン中尉：シム・ヒソプ
- イ・チャンジュン：リュ・スヨン
- イ記者：イ・ソンミン（佐野康之）
- パク・ドンホ：オ・ダルス（金光宣明）

## スタッフ
- 監督：ヤン・ウソク
- 脚本：ヤン・ウソク、ユン・ヒョノ
- 撮影：イ・テユン
- 照明：オ・スンチョル
- 音楽：チョ・ヨンウク
- 武術：ユ・サンソプ
- 美術：リュ・ソンヒ
- 衣装：クォン・ユジン、イム・スンヒ

## 受賞歴
- 第35回青龍映画賞：最優秀作品賞
- 第35回青龍映画賞：主演男優賞（ソン・ガンホ）
- 第35回青龍映画賞：助演女優賞（キム・ヨンエ）
- 第51回大鐘賞：助演女優賞（キム・ヨンエ）